# 違勅
違勅（いちょく）とは、天皇の勅に違うことによる罪のこと。違勅罪（いちょくざい/いちょくのつみ）とも。

## 概要
本来の律令法における趣旨は勅の手続に違う者に対して適用される罪（職制律詔書施行違条）であったが、後に勅の内容あるいは勅使に抵抗する行為を指すようになった。ただし、その罪の適用は格式によって拡大されてきたと考えられ、明法家の間でもその具体的な適用範囲などについては意見の相違があった（ただし、この初めから勅の内容に抵抗する行為も念頭に置かれていたとする説もある）。
また、格式に反した場合には、式に違反した場合には違式罪が適用されたが、格に違反した場合においては格の文中に処罰規定がある場合にはそれに従うのは明らかであっても、それがない場合には違勅か違式かを巡っては当時の明法家の間でも対立があり、村上天皇の天暦年間に惟宗公方と桜井右弼の間で行われた論争は後世に『北山抄』や『江談抄』でも取り上げられた。
中世以後においては、「公家御下知違背事也」（『沙汰未練書』）と解され、漠然と天皇の命令に逆らうことと考えられる。特にこれに該当する公家は勅勘などの公家社会では放逐に相当する処分を受けることもあった。
明治初期の刑法典である『改定律例』278条には「違勅罪」という罪名が置かれて違法とされたが、以後天皇の立憲君主化に伴って違勅そのものが罪に問われることは無くなった。
ところが、大正政変の際に大正天皇より公家出身の立憲政友会総裁西園寺公望に対して第3次桂内閣への内閣不信任案を撤回させて政友会を内閣に協力させるように勅命が出されたものの、政友会の代議士達は自分達は日本国民の代表であるとして西園寺に突き返させた（1913年2月9日）。このため、桂内閣は倒れたが、西園寺はこれは違勅罪であると言って総裁の辞表を提出するとそのまま京都に閉居してしまった（2月23日）。以後、西園寺は原敬らの説得にもかかわらず暫くの閉居生活を送ることになった。